# Ana Mena Rojas
Ana Mena Rojas (spansk: Ana Mena Rojas; født 25. februar 1997) er en spansk sanger.

## Diskografi
- «Index» (2018)

 Der er for få eller ingen kildehenvisninger i denne artikel, hvilket er et problem. Du kan hjælpe ved at angive troværdige kilder til de påstande, som fremføres i artiklen.